# Psectrocladius simulans
Psectrocladius simulans är en tvåvingeart som först beskrevs av Oskar Augustus Johannsen 1937.  Psectrocladius simulans ingår i släktet Psectrocladius och familjen fjädermyggor. Inga underarter finns listade i Catalogue of Life.